# Saved by the Telegraph
Saved by the Telegraph è un cortometraggio muto del 1909 diretto da Lewin Fitzhamon.

## Trama
Una ragazza riesce a telegrafare chiedendo aiuto quando un gruppo di banditi assedia il suo ranch.

## Produzione
Il film fu prodotto dalla Hepworth.

## Distribuzione
Distribuito dalla Hepworth, il film - un cortometraggio di 122 metri - uscì nelle sale cinematografiche britanniche nel luglio 1909.
Si conoscono pochi dati del film che, prodotto dalla Hepworth, fu distrutto nel 1924 dallo stesso produttore, Cecil M. Hepworth. Fallito, in gravissime difficoltà finanziarie, il produttore pensò in questo modo di poter almeno recuperare il nitrato d'argento della pellicola.